# Цървендол
Цървендол е село в Западна България. То се намира в община Кюстендил, област Кюстендил. До 1966 година името на селото е Цървени дол.

## География
Селото се намира в западната част на областта Каменица. Отстои на 23, 5 km по шосето през Долно село западно от Кюстендил. Надморската височина при бившето училище е 918 m, а при Бойковска махала - 970 m. Махалите са разположени главно по левите склонове на горното течение на река Дренощица, наричана тук Цървендолска. В миналото това е било едно от най-поройните селища в Каменица, затова е било и най-бедно. Село Цървендол е разпръснат тип селище, съставено от пет главни махали с няколко подмахали. Основни махали са: Парталска, Ридарска, Доларска, Стойкова, Горна (Бойковска). Подмахали: Чорбаджийска, Колибарска, Маркови, Еврейска. Името си носи от червения цвят на почвата на скалите.

## История
Цървендол е старо средновековно селище, регистрирано в турски данъчни документи от 1570 -1572 година под името Черви дол като тимар към нахия Славище на Кюстендилския санджак. В края на османската власт Цървендол и съседното Бобешино са административно към различни вилаети - съответно към Дунавски и Скопски. Имало е случаи, при които престъпници са бягали в съседните села, за да избегнат преследване.
От 1883 година Червен дол е към Преколнишка селска община; от 1934 година - към Долноселска община. Селото не е било кметство, имало е само пълномощник.
След създаването на селищните системи Цървен дол е към кметство Долно село от Гюешевската селищна система /1978-1983 г./; а от 1983-1987 г. - към Гърлянската селищна система. След закриването на селищните системи и силно намалелия брой жители, административно е към кметство Долно село, община Кюстендил.
След Освобождението 1878 г. децата от Червен дол учат в съседни села - повечето в Преколница, а някои в Долно село. Собствено начално училище е открито твърде късно - през 1936 г. Функционира до 1960 г.
Децата са учили  в прогимназията в Долно село.
Население: 1866 г.- 75 д.; 1880  - 164  ; 1900  - 224 ; 1905  - 254 ; 1920  - 211 ; 1934 - 197; 1946 - 203; 1956 - 157; 1975 - 45; 1985 - 22; 2001 - 7; 2010 - 2 ; 2020 - 0.
Основният поминък е било земеделието и животновъдството. Няма занаятчийство, няма воденици. Домашните занаяти са били слабо развити. 
През 1956 г., заедно с Преколница, е основано ТКЗС. От 1960 г. е към ДЗС Кюстендил, филиал Долно село; 1963 г. - към ДЗС Раненци; от 1971 г. - към АПК Раненци; от 1979 г. - към АПК "Румена войвода", с. Гърляно. След 1991 г. следва ликвидация и връщане на земята на бившите собственици или на техни наследници. Дейност, продължила няколко години. Земята запустя, развъдиха се лишеи, увеличи се популацията на дивите прасета.
В началото на 1991 г. АПК преустановява дейността си, следва ликвидация, връщане на земята на бившите собственици, но тя не се обработва.
Село Червен дол е електрифицирано през 1968 г.
Водоснабдено е частично от местни водоизточници през 1976 -1980 г.
Село Цървен дол няма паметник на загиналите от селото във войните - имената им са изписани на паметника в с. Преколница.